# Przykurcz Volkmanna
Zespół Volkmanna, przykurcz Volkmanna, przykurcz niedokrwienny (łac. syndroma ischaemica Volkmanni, ang. Volkmann's contracture) – postępujące zwyrodnienie i martwica nerwów i mięśni powstała na skutek pourazowego niedokrwienia kończyny.
Występuje najczęściej w złamaniach nadkłykciowych kości ramiennej, przedramienia oraz zwichnięciach i złamaniach stawu łokciowego. Może wystąpić również na skutek obrzęku kończyny w opatrunku gipsowym, powodującego ucisk i zaciśnięcie naczyń tętniczych oraz w zespole ciasnoty przedziałów powięziowych. Nieodwracalne zmiany pojawiają się w mięśniach i nerwach po 4 do 12 godzin niedokrwienia.
Głównymi objawami są: ból, zasinienie kończyny, brak tętna na tętnicach, usztywnieniu palców, szponowate ustawienie ręki.
Leczenie w pierwszych godzinach zmian polega na jak najszybszym przywróceniu krążenia krwi poprzez usunięcie przyczyny zaburzeń krążenia. Po wystąpieniu martwicy przez pierwsze tygodnie podaje się środki poprawiające ukrwienie i pobudzające regenerację włókien mięśniowych oraz sztywną stabilizację zapobiegającą narastaniu zniekształceń. W tym okresie przeciwwskazane są intensywne masaże, które mogą spowodować ponowne rozerwanie regenerujących się włókien mięśniowych. Można stosować delikatne masaże głaskające, termoterapię, elektroterapię. Po kilku tygodniach dołącza się ćwiczenia redresyjne i intensywną fizykoterapię. W ostateczności stosuje się leczenie operacyjne.